# Голенищево (Псковская область)
Голенищево — деревня в Локнянском районе Псковской области России. Входит в состав Самолуковской волости.
Расположена в 20 км к югу от райцентра Локня и в 5 км к северо-западу от волостного центра Башово.
Численность населения деревни составляла 42 жителя в 2000 году, 29 жителей в 2011 году.
У северо-западной окраины деревни Голенищево (к югу от деревни Алексеевское), в урочище (бывшем погосте) Заклюка (Никольское-Заклюка), расположена церковь Святителя Николая Чудотворца, построенная предположительно в 1767 году, в стиле барокко конца XVII в. В этой церкви происходило венчание полководца М. И. Кутузова, у которого находилось здесь родовое имение. В 1936 году церковь была закрыта и заброшена, в 1980 году изнутри повреждена пожаром. До наших дней в целом сохранилась, но в руинах, несмотря на то, что являет собой ценный историко-художественный памятник.
26 августа 2012 года у стен Никольской церкви был установлен памятный знак — камень с мемориальной доской с возвещением о месте венчания здесь М. И. Кутузова: 
В сей церкви во имя Святителя Николая Чудотворца 27 апреля 1778 года венчался сын земли Псковской прославленный русский полководец и дипломат, граф, светлейший князь, генерал-фельдмаршал, полный кавалер Ордена Святого Георгия, герой Отечественной войны 1812 года Кутузов Михаил Илларионович.